# Черињола
Черињола (итал. Cerignola) град је у Италији у регији Апулија. Према процени из 2010. у граду је живело 59.103 становника.

## Становништво
Према резултатима пописа становништва 2011. у општини је живело 56.653 становника.
| 1931.  | 1936.  | 1951.  | 1961.  | 1971.  | 1981.  | 1991.  | 2001.  | 2011.  |
| ------ | ------ | ------ | ------ | ------ | ------ | ------ | ------ | ------ |
| 38.573 | 39.540 | 51.320 | 49.287 | 47.797 | 50.819 | 55.052 | 57.366 | 56.653 |

## Градови побратими
- Вицини
- Монтиља
- Nemours